# Ptilinopus nainus
La tortora beccafrutta nana, colomba frugivora nana o colombo porpora nano (Ptilinopus nainus Temminck, 1835) è un uccello della famiglia dei columbidi, diffuso in Nuova Guinea e nelle Isole Raja Ampat. Con i suoi 13-15 centimetri di lunghezza è la specie di columbidi più corta.

## Distribuzione e habitat
La colomba frugivora nana è diffusa in Nuova Guinea e nell'arcipelago delle Isole Raja Ampat(nelle isole Misool, Salawati, Waigeo; nell'isola Batanta ci sono stati degli avvistamenti). 
I suoi habitat naturali sono le foreste pluviali fino a 1100 metri, ma preferisce maggiormente le foreste umide di pianura.

## Descrizione

### Dimensioni
La colomba frugivora nana ha la coda tozza e misura complessivamente 13-15 centimetri, questo la rende il più corto columbide mai scoperto. È anche la colomba frugivora più piccola per peso con i suoi 49 grammi.

### Aspetto
Nel maschio il piumaggio è principalmente verde con dei bordi gialli sulle copritrici alari secondarie e sulle scapolari che formano tre bande gialle sulle ali chiuse. Le copritrici alari interne e le copritrici secondarie interne sono verdi tendenti al bluastro, questo colore è più pronunciato sulle scapolari. Ha una piccola macchia orizzontale viola sul ventre e una macchia grigia su ogni lato del petto superiore. Ha l'addome inferiore e il sottocoda giallo brillante, il becco è verde-giallastro, le zampe sono rosso-violaceo. La femmina è simile al maschio ma sono assenti la macchia viola sul ventre e le macchie grigie ai lati del petto superiore. Gli esemplari giovani hanno le caratteristiche delle femmine.

## Biologia
Vive da sola o in coppia ma forma degli stormi su grandi alberi da frutta per alimentarsi quando il cibo è abbondante.

### Alimentazione
Si nutre di piccoli frutti e di nettare.

## Conservazione
La colomba frugivora nana è classifica dalla IUCN come specie a rischio minimo di estinzione(LC).